# Bryan Nauleau
Bryan Nauleau (Les Sables-d'Olonne, 17 maart 1988) is een Frans baan- en wegwielrenner die sinds 2016 rijdt voor Direct Énergie. Zowel in 2011 als in 2012 liep hij al stage bij deze ploeg.

## Baanwielrennen

### Palmares
| Jaar     | FK                   | EK                   | WK       | Overig   |
| Junioren | Junioren             | Junioren             | Junioren | Junioren |
| -------- | -------------------- | -------------------- | -------- | -------- |
| 2006     | Ploegkoers           |                      |          |          |
| 2006     | Puntenkoers          | Ploegenachtervolging |          |          |
| 2009     | Achtervolging        | Ploegenachtervolging |          |          |
| Beloften |                      |                      |          |          |
| 2007     | Ploegenachtervolging |                      |          |          |
| 2008     |                      |                      |          |          |
| 2009     | Achtervolging        |                      |          |          |
| Elite    |                      |                      |          |          |
| 2009     | Ploegenachtervolging |                      |          |          |
| 2010     | Ploegenachtervolging |                      |          |          |
| 2011     |                      |                      |          |          |
| 2012     |                      |                      |          |          |
| 2013     |                      |                      |          |          |
| 2014     |                      |                      |          |          |
| 2015     | Ploegenachtervolging |                      |          |          |

## Wegwielrennen

### Resultaten in voornaamste wedstrijden
| Jaar | Ronde van Italië | Ronde van Frankrijk | Ronde van Spanje |
| ---- | ---------------- | ------------------- | ---------------- |
| 2013 |                  |                     |                  |
| 2014 |                  |                     | opgave           |
| 2015 |                  | 157e                |                  |
| 2016 |                  |                     | 146e             |
| 2017 |                  |                     |                  |
| 2018 |                  |                     |                  |
| 2019 |                  |                     |                  |

| Jaar | Milaan-San Remo | Luik-Bast.‑Luik | Ronde van Lombardije | Parijs-Tours | Clásica San Sebastián |
| ---- | --------------- | --------------- | -------------------- | ------------ | --------------------- |
| 2013 |                 |                 |                      | opgave       |                       |
| 2014 | opgave          |                 |                      |              | opgave                |
| 2015 |                 | opgave          |                      | opgave       |                       |
| 2016 |                 |                 |                      |              |                       |
| 2017 |                 | 120e            | opgave               |              |                       |
| 2018 |                 | opgave          |                      |              |                       |
| 2019 |                 | opgave          |                      |              |                       |

## Ploegen
- 2011 –  Team Europcar (stagiair vanaf 1-8)
- 2012 –  Team Europcar (stagiair vanaf 1-8)
- 2013 –  Team Europcar (vanaf 1-8)
- 2014 –  Team Europcar
- 2015 –  Team Europcar
- 2016 –  Direct Énergie
- 2017 –  Direct Énergie
- 2018 –  Direct Énergie
- 2019 –  Direct Énergie